# Woodside (Queens)
Woodside es un barrio en la parte occidental del borough de Queens, en Nueva York. Limita al sur con Maspeth, al norte con Astoria, al oeste con Sunnyside y al este con Elmhurst, Jackson Heights y East Elmhurst. Algunas zonas son mayoritariamente residenciales y muy tranquilas, mientras que otras partes, especialmente las que rodean la avenida Roosevelt, son más concurridas.
En el siglo XIX, la zona formaba parte de la ciudad de Newtown (ahora, en el barrio de Elmhurst). El área adyacente de Winfield se incorporó en gran medida a la oficina de correos que prestaba servicio a Woodside y, como consecuencia, Winfield perdió gran parte de su identidad distinta a la de Woodside. Sin embargo, con el desarrollo residencial a gran escala en la década de 1860, Woodside se convirtió en la comunidad de inmigrantes irlandeses más grande de Queens, siendo aproximadamente el 80 % de su población de origen irlandés en la década de 1930, y manteniendo una fuerte cultura irlandesa en la actualidad. A principios de los años 1990, muchas familias de origen asiático, incluida una gran comunidad filipina, se mudaron a la zona y, como resultado, la población actual es un 30 % asiática-estadounidense. Población de originaria del sur de Asia y de Hispanoamérica también se han mudado a Woodside en los últimos años.
Como reflejo de la variada tradición de su cocina, el vecindario está lleno de muchos restaurantes y pubs con actividades culturales. También alberga algunos de los restaurantes tailandeses, filipinos y sudamericanos más populares de la ciudad.
Woodside se encuentra en el Distrito 2 de Queens, y su código postal es 11377. Es patrullado por el distrito 108 del Departamento de Policía de Nueva York. Políticamente, Woodside está representado por los distritos 22 y 26 del Consejo Municipal de Nueva York.

## Orígenes

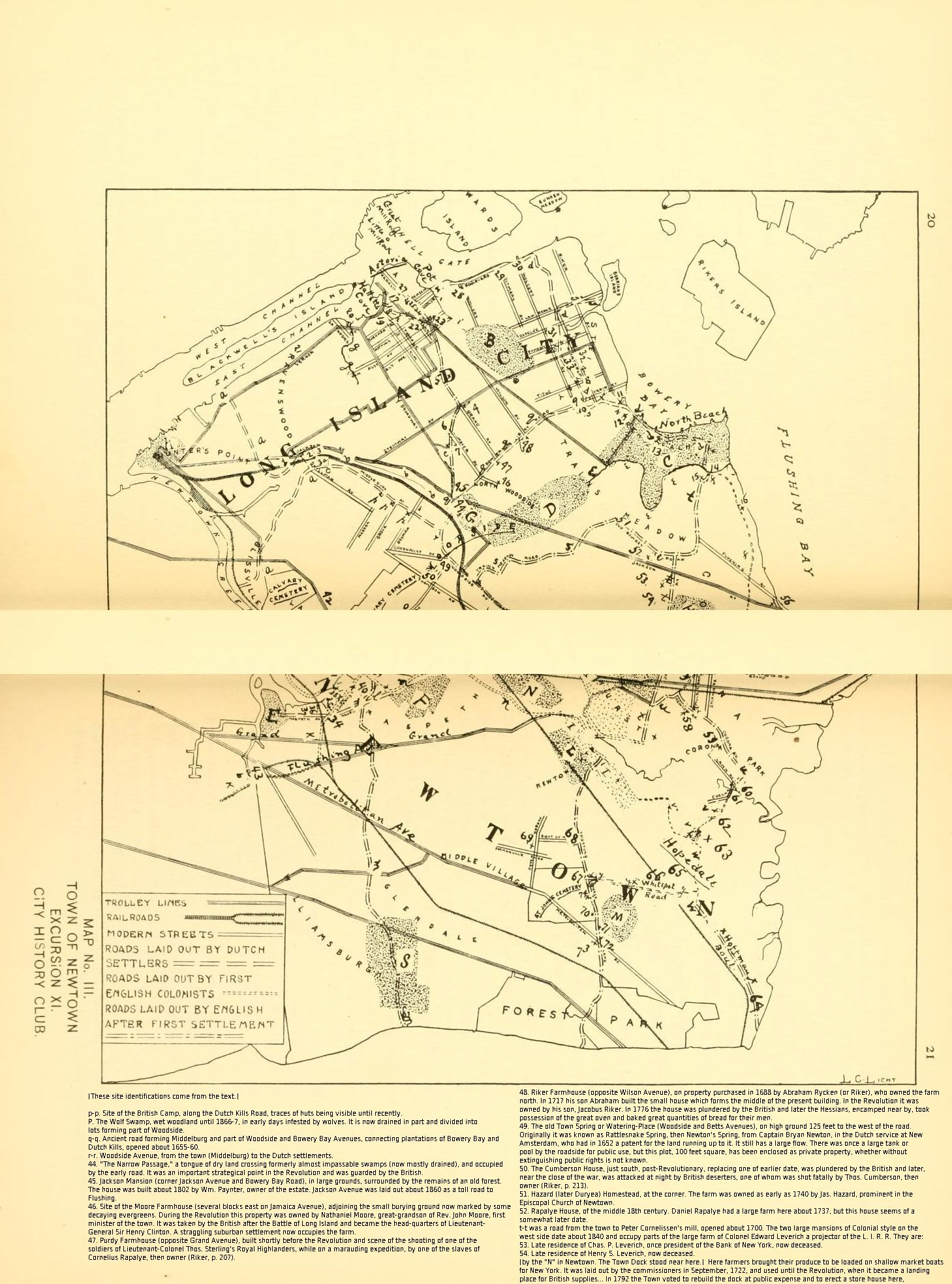
Mapa del pueblo de Newton (1908)

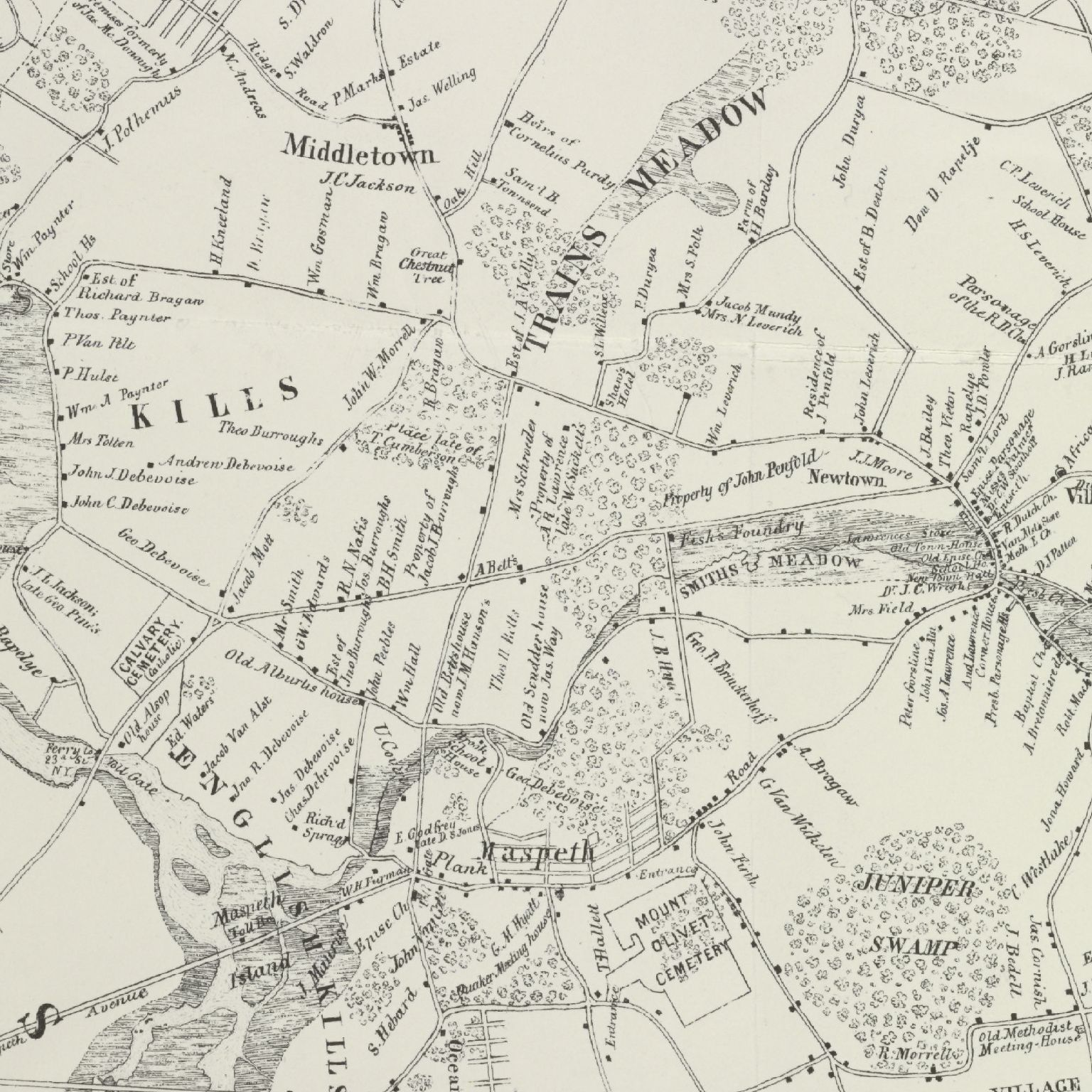
Detalle del Mapa de Newtown, Long Island. Diseñado para mostrar las localidades a las que se hace referencia en los "Anales de Newtown". Compilado por J. Riker Jr. en 1852.

Durante los dos siglos siguientes a la llegada de los colonos de Inglaterra y de los Países Bajos, la zona donde se establecería el pueblo de Woodside estuvo escasamente poblada. La tierra era fértil, pero también húmeda. Sus habitantes nativos americanos lo llamaban un lugar de "malas aguas", y era conocido por los primeros colonos europeos como un lugar de "pantanos, llanuras fangosas y ciénagas", donde los "pantanos boscosos" y los "estanques" eran alimentados por numerosos manantiales." Hasta que se drenó en el siglo XIX, uno de estos bosques húmedos se llamó Wolf Swamp en honor a los lobos que lo infestaban. Este pantano no era el único lugar donde los colonos podían temer por la seguridad de su ganado, e incluso de ellos mismos. Una de las ubicaciones más antiguas registradas en Woodside se llamaba Rattlesnake Spring, en la propiedad de un capitán llamado Bryan Newton. La vecindad llegó a ser llamada "Snake Woods", y una fuente sostiene que "durante el período colonial de Nueva York, el área era conocida como 'el paraíso del suicidio', ya que estaba en gran parte plagada de pantanos llenos de serpientes y bosques infestados de lobos".
Woodside fue colonizada por agricultores a principios del siglo XVIII. Con el tiempo, los habitantes aprendieron a cultivar la tierra de forma rentable. Las hierbas de los pantanos demostraron ser buenas para el pastoreo y se podían cultivar cereales, frutas y verduras en las tierras secas circundantes. A mediados del siglo XVIII, los agricultores de la zona habían drenado algunos de sus pantanos y talado algunos de sus bosques para expandir su tierra cultivable y eliminar depredadores naturales. Los productos agrícolas encontraron mercados en la ciudad de Nueva York y, a principios del siglo XIX, la zona llegó a ser "visible por la riqueza de los agricultores y la belleza de las villas". Un historiador de finales del siglo XIX describió una de las granjas del siglo XIX de la zona como una agradable mezcla de bosque, superficie cultivada, tierras de pastoreo, huertos y jardines de recreo. Opinaba que "probablemente habría sido difícil encontrar en cualquier lugar de las cercanías de Nueva York una localidad más pintoresca". Otro observador de esta época elogió la "atmósfera pura y el paisaje encantador" de Woodside.
En el siglo XIX, la zona formaba parte de la ciudad de Newtown (posteriormente asimilada al barrio de Elmhurst). El área adyacente de Winfield se incorporó en gran parte a la oficina de correos que servía a Woodside y, como consecuencia, Winfield perdió gran parte de su identidad distinta de Woodside.
Se puede tener una idea de la naturaleza bucólica del lugar que se convertiría en Woodside en las descripciones de un antiguo punto de referencia central, un gran castaño. El árbol tenía cientos de años cuando finalmente cayó en la última década del siglo XIX. Se encontraba en un terreno elevado cerca de un cruce de tres caminos de tierra y "tenía un gran diámetro, unos 8 o 10 pies (entre 2,5 y 3 m)", y tal vez 30 pies (unos 9 m) de circunferencia. Su tamaño y ubicación central lo convirtieron en un lugar de reunión natural, su tronco un punto en el que colocar avisos públicos y un emplazamiento estratégico de considerable importancia militar durante la Guerra de la Independencia. Un anticuario del siglo XIX escribió sobre el gran árbol tal como se encontraba durante la Revolución Americana y al hacerlo nombró a las familias de los terratenientes locales:
Alrededor de las raíces del viejo árbol estaban las cabañas y los establos de las caballerías: con varias cabañas de colonos alineadas en el bosque... Grandes festividades también eran constantes en las espaciosas habitaciones de la antigua casa Moore, durante los meses de invierno cuando había más nieve y la escarcha estaba más fría que ahora. A las luces que salían del salón de baile y las linternas colgadas de los árboles, solían reunirse los alegres grupos de trineos de Sacket, Morrell, Alsop, Leverich y otras casas, porque los soldados estaban por todas partes y habían venido a Newtown para reponerse [es decir, refrescarse y comer] después de las campañas anuales... ¿Hay alguna reliquia más asociada con Newtown [es decir, ¿La ciudad en la que se ubicaría el pueblo de Woodside] que su viejo castaño?... ¿No ha sido durante dos siglos el centro de "Avisos legales" de Newtown, para todas las ventas, transferencias de bienes raíces, reuniones municipales, "criaturas" perdidas y esclavos fugitivos?
Woodside fue desarrollado por primera vez a gran escala a partir de 1867 por el constructor de barrios residenciales Benjamin W. Hitchcock, un especulador que también fundó Corona y Ozone Park, y John Andrew Kelly. La ubicación del vecindario a unas tres millas de Hunter's Point en la línea del Ferrocarril de Long Island lo convirtió en un lugar ideal para una nueva comunidad suburbana. En 1874, el New York Times describía así Woodside:
En Woodside hay ahora 100 casas construidas, principalmente del tipo villa-cottage, y treinta trenes paran diariamente en la estación, lo que la sitúa, a través de Hunter's Point y el ferry James Slip, a menos de cuarenta y cinco minutos de la parte baja de la ciudad. Woodside está situada en un terreno inclinado, con una buena elevación y un paisaje agradable, aunque no muy variado. Hay una gran cantidad de buenos árboles frutales en los alrededores...

## Estructuras

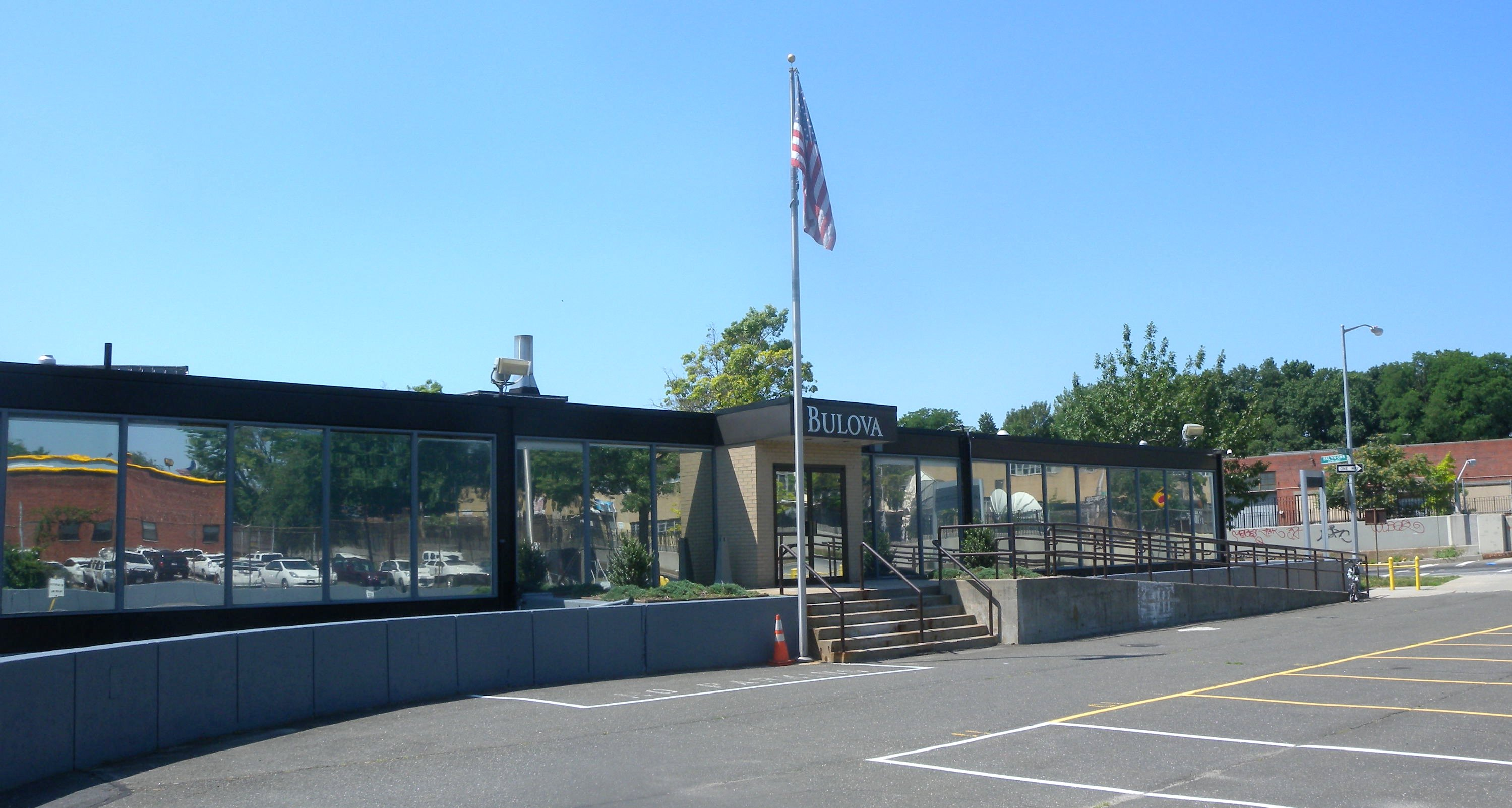
Sede de Bulova en Woodside

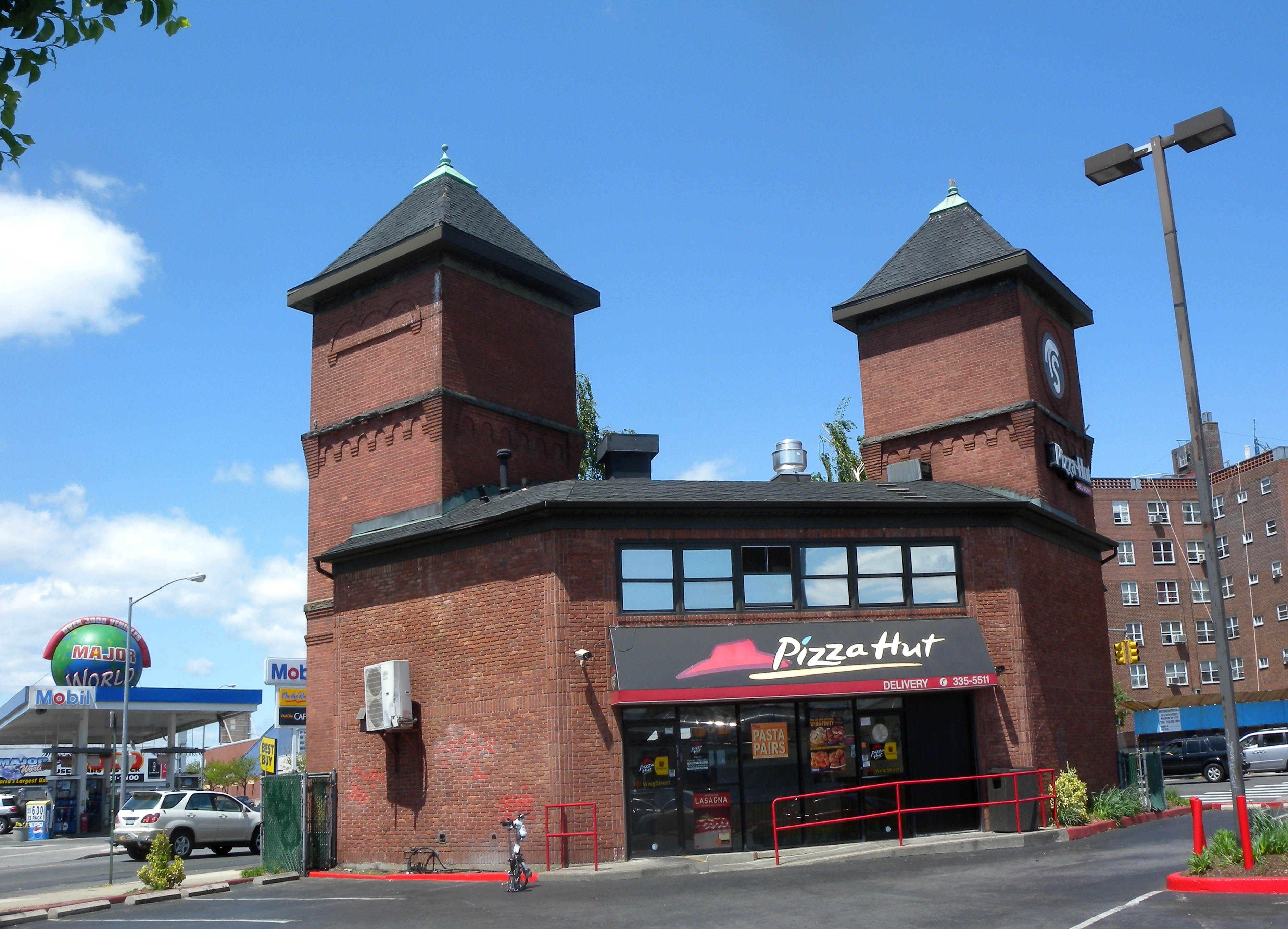
Antiguas cocheras del tranvía

Al igual que en otras partes de la ciudad de Nueva York, siglos de cambios tumultuosos no han borrado por completo los viejos puntos de referencia. En Woodside, la estación de dos pisos del Ferrocarril de Long Island (construida en 1869) y la de la IRT Flushing Line (construida en 1917) permanecen, y fueron renovadas en 1999. La cochera de los tranvías en Northern Boulevard con la 51st Street se ha conservado como el Tower Square Shopping Center. La New York and Queens Railroad Company construyó la cochera en 1896. Un centro de transporte como las estaciones LIRR/IRT, era el depósito para vagones más grande de Queens.
El barrio también posee un árbol antiguo, no el gran castaño (que desapareció a finales del siglo XIX), sino una gran haya de entre 150 y 300 años de antigüedad. Los documentos en el archivo de la Sociedad Histórica de Queens sugieren que podría haber sido plantada durante la época de la Guerra de la Independencia.
Entre los monumentos históricos más antiguos de Woodside se encuentran sus cementerios. El cementerio Calvary fue fundado en 1845 por los fideicomisarios de la Catedral de San Patricio de Manhattan para los entierros del rito católico romano, y posteriormente se amplió con la incorporación de tres secciones que comprendían el denominado New Calvary. El Ambos ocupan 300 acres (121,4 ha), y juntos alojan más de tres millones de entierros. Ubicado en la calle 54 entre las avenidas 31 y 32, el cementerio de Moore-Jackson es mucho más antiguo y más pequeño que el Calvary. Establecido en 1733, es uno de los cementerios más antiguos de Nueva York. Solo quedan quince tumbas visibles, y la más antigua data de 1769.
La empresa relojera Bulova tiene su sede en el norte de Woodside, junto a la carretera Interestatal 278. El edificio se inauguró en 1875.
Aunque pocos de ellos se han documentado, algunos de los edificios antiguos de Woodside todavía siguen en pie. De aquellos de los que se dispone de información, la primera iglesia de Woodside, St. Paul's Protestante Episcopaliana, ocupa un lugar de honor. Fue dañada por un incendio en 2007, pero todavía se mantiene en su ubicación original. Un artículo publicado en el blog Forgotten NY en 2005 enumera esta y otras estructuras interesantes del siglo XIX de Woodside que han sobrevivido al paso del tiempo. Todas están ubicadas cerca del centro de la ciudad. Incluyen la Hook and Ladder Company (1884), la casa de Otto Groeber y su familia (1870), el Woodside Pavilion (1877) y el Meyer's Hotel (1882). Otro artículo de este blog muestra estructuras de principios del siglo XX que aún se mantienen en pie. Además, la Iglesia Reformada de Winfield también está ubicada en Woodside.

## Residentes notables
Entre los residentes notables del barrio figuran las personas siguientes:
- Edward Burns (nacido en 1968), actor.[34]
- James Caan (1940-2022), actor, que asistió a la escuela primaria P.S. 150.
- Francis Ford Coppola (nacido en 1939), director de cine, guionista y productor.
- Morton Feldman (1926-1987), compositor del siglo XX.[35]
- Joel Klein (nacido en 1946), ex rector de las escuelas de la ciudad de Nueva York, vivió en el complejo de viviendas Woodside Houses.[36]
- Chris Gethard (nacido en 1980), guionista, comediante y estrella del programa Big Lake del canal Comedy Central.[37]
- Evelyn Fox Keller (1936-2023), física, escritora y feminista, profesora emérita de Historia y Filosofía de la ciencia en el Instituto de Tecnología de Massachusetts.[38]
- Harry Marmion (1931-2008), presidente de la Universidad St. Xavier y del Southampton College de la Universidad de Long Island, presidió la Asociación de Tenis de los Estados Unidos (USTA) durante la construcción e inauguración del Estadio Arthur Ashe.[39]
- Frank McCourt (1930-2009), escritor ganador del premio Pulitzer.[40]
- Edmar Mednis (1937-2002), Gran Maestro Internacional de ajedrez.
- Jack Mercer (1910-1984), actor de doblaje, animador y escritor, conocido como la voz de los personajes de dibujos animados Popeye y El gato Félix.[41]
- Robert Emmett O'Malley (nacido en 1943), veterano de la Marina de los EE. UU., receptor de la Medalla de Honor por su intervención en la Guerra de Vietnam.[42]
- Thomas J. Pickard (nacido en 1950), en funciones como Director del FBI durante 71 días a mediados de 2001, tras el mandato del Director Louis Freeh.[43]
- Charlotte E. Ray, (1850-1911), la primera abogada afroamericana en los Estados Unidos.[44]
- Lynn Samuels (1942-2011), presentadora de radio.[45]
- Joe Spinell (1936-1989), actor.